# Parafia Opatrzności Bożej we Wrocławiu
Parafia Opatrzności Bożej we Wrocławiu znajduje się w dekanacie Wrocław zachód I (Kozanów) w archidiecezji wrocławskiej.

## Historia
Obsługiwana przez księży archidiecezjalnych. Erygowana w 1983. Księgi metrykalne są prowadzone od 1978.  Mieści się przy ulicy Nowodworskiej 64. Parafia liczy ok. 18 tys. mieszkańców. Wraz z proboszczem posługę duszpasterską sprawuje trzech wikariuszy. Budowę kościoła rozpoczęto w 1982 roku, a został on konsekrowany w 2015 roku.  

## Proboszczowie pełniący posługę w parafii
- ks. prałat Aleksander Oberc – pierwszy budowniczy parafii i zarazem proboszcz parafii św. Michała Archanioła we Wrocławiu[2].
- ks. Jan Jagodziński[2]
- ks. prałat Adam Matkowski (1999-2009)[2]
- ks. kanonik Krzysztof Hajdun (od 2010) – przez ponad rok sprawował funkcję administratora parafii. Pełni funkcję dziekana dekanatu Wrocław-Zachód I oraz jest diecezjalnym duszpasterzem ludzi pracy[2].

## Krótko o parafii
| Odpust:                  |  | II niedziela września |
| Nabożeństwo 40-godzinne: |  | przed Środą Popielcową |
| Wieczysta Adoracja:      |  | 31 grudnia |
| Przedszkole:             |  | Przedszkole Nr 123, ul. Wojrowicka 3; Przedszkole Nr 148, ul. Rogowska 18a |
| Zespół Szkół:            |  | Zespół Szkolno-Przedszkolny Nr 1, ul. Zemska 16c (Przedszkole Nr 143, Przedszkole Nr 133, Szkoła Podstawowa Nr 113); Zespół Szkół Integracyjnych, ul. Nowodworska 78/82 (liceum ogólnokształcące, liceum profilowane); Zespół Szkół Specjalnych Nr 28 dla Uczniów z Autyzmem, ul. Budziszyńska 65 (szkoła podstawowa specjalna) |
| Szkoła Średnia:          |  | Liceum Ogólnokształcące Nr XV, ul. Wojrowicka 58 |

## Msze Święte
- niedziele: 7.00, 8.30, 10.00, 11.30, 13.00, 18.00, 21.00 (VI-IX)
- dni powszednie: 7.00, 17.00 (pn–pt – w okresie Adwentu); 7.00, 18.00 (so – poza Adwentem)

## Grupy parafialne
Żywy Różaniec, Domowy Kościół, Schola Dziecięca, Grupa Modlitewna Taize, Zespół Młodzieżowy, Ruch Rodzin Nazaretańskich, Parafialny oddział "Caritas", Szafarze Nadzwyczajni Komunii Świętej, Lektorzy, Ministranci, Wrocławski Klub Przyjaciół Camino, Akcja Katolicka, Wspólnota Adoracyjno-Modlitewna.

## Obszar parafii
Parafia obejmuje ulice: Bolkowska, Budziszyńska, Gubińska, Jaworska, Komorowska, Krośnieńska, Nowodworska, Rogowska, Strzegomska (nr. 42, 51-111) Wojrowicka, Zemska.